# Vorderseespitze
La Vorderseespitze est une montagne qui s’élève à 2 889 m d’altitude dans les Alpes de Lechtal, en Autriche.